# Monarch (nave da crociera)
La Monarch (precedentemente Monarch of the Seas) era una nave da crociera della compagnia Pullmantur Cruises. È stata costruita per la Royal Caribbean International, con la quale ha navigato fino al 2013 con il suo nome originario Monarch of the Seas.

## Caratteristiche
Con una stazza lorda di 73.937 tonnellate la Monarch è stata una delle più grandi navi da crociera nel mondo al tempo del suo completamento, arrivando a portare 2.744 passeggeri.
La Monarch ha un campo da pallacanestro, due campi da shuffleboard e una parete per arrampicata, identificata come una caratteristica esclusiva della Royal Caribbean International. Ci sono anche due grandi piscine di acqua salata. La nave è stata completamente ristrutturata nel 2003 prima di riprendere servizio a Los Angeles. La ristrutturazione aggiunse la parete per arrampicata, Ben & Jerry's Ice Cream e Seattle's Best Coffee, un Latin Bar, una discoteca, un ristorante Asian-fusion e un centro conferenze. Il centro fitness, la spa e l'area bambini sono state invece ampliate.

## Servizio

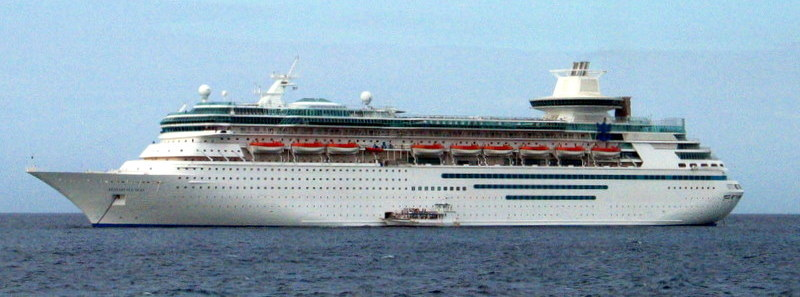
La Monarch of the Seas in servizio per Royal Caribbean nel 2009

Seconda della classe Sovereign, la Monarch of the Seas fu varata il 22 settembre 1989, venendo consegnata alla Royal Caribbean il 15 ottobre dell'anno seguente, con un ritardo di sei mesi dovuto a un incendio scoppiato a bordo durante la costruzione. Fu impiegata principalmente in crociere nei Caraibi.
Nella notte del 15 dicembre 1998 la nave urtò violentemente uno scoglio nelle vicinanze dell'isola di Saint Martin, dove un passeggero che aveva subito un infarto era stato sbarcato. La Monarch of the Seas fu volontariamente portata su un basso fondale e i 2557 passeggeri presenti a bordo furono evacuati senza incidenti. L'incidente, causato dalla mancata segnalazione dello spostamento di una boa sulle carte di navigazione e da diversi errori umani, causò dei gravi danni alla nave, che rientrò in servizio solo nell'aprile 1999.
Nel gennaio 2005 la nave prese bandiera delle Bahamas. Il 1º aprile 2013 la nave fu venduta alla Pullmantur Cruises e ribattezzata Monarch.
Dal giugno 2020 la nave si trova in disarmo. Dopo aver sbarcato tutti i pezzi di valore nel porto di Napoli, partì per Aliaga, dove giunse il 14 luglio per la demolizione.